# Kraftwerk Dießbach
Das Kraftwerk Dießbach ist ein Wasserkraftwerk der Salzburg AG in Saalfelden am Steinernen Meer im österreichischen Land Salzburg. Das Krafthaus liegt im Pinzgauer Saalachtal an der B 311 (Pinzgauer Straße). Es wurde 1964 als Speicherkraftwerk in Betrieb genommen. 2018 wurde, nach entsprechendem Umbau, der Pumpspeicherbetrieb aufgenommen.
Der Dießbach-Stausee dient als Oberbecken des Pumpspeicherkraftwerkes. Über einen 1,5 Kilometer langen Stollen unter dem Rauchkopf gelangt das Wasser zum Wasserschloss an der Stoßwand und über eine Druckrohrleitung an der Stoßwand, zum Kraftwerk ins Saalachtal hinunter. Die beiden Freistrahl-Pelton-Turbinen haben bei einer Ausbauwassermenge von 4 m³/s und einer Brutto-Fallhöhe von 728,5 m eine Nennleistung von je 12,5 MW, die Engpassleistung beträgt 24 MW. Ohne die Effekte des Pumpspeicherbetriebs wird ein Regelarbeitsvermögen von 36 GWh im Jahr erreicht.

## Geschichte
Die Realisierung des ursprünglichen Projektes als Speicherkraftwerk begann am 1. Oktober 1961 mit dem Straßenbau in Richtung Kallbrunnalm zum geplanten Stauseeareal. Der Bau des Kraftwerkgebäudes begann am 11. Januar 1962. Im Juni 1962 wurde mit der Errichtung des Dießbachstausees begonnen. Der Anschlag des Triebwasserstollens erfolgte am 3. September 1962, der Stollendurchschlag am 30. Mai 1963. Am 12. Februar 1964 wurde der Probebetrieb des Kraftwerks mit dem ersten Maschinensatz aufgenommen, die Einweihung des Dießbachkraftwerkes erfolgte am 3. September 1964 im Beisein von Landeshauptmann Hans Lechner. 1968 wurde der vorläufige  Endausbau mit dem zweiten Maschinensatz erreicht.

### Erweiterungen zum Pumpspeicher
Ab dem Jahr 2017 erfolgte der Ausbau zum Pumpspeicherkraftwerk. Als Wasservorlage für die Pumpen wurde anstelle des bisherigen Unterwasserkanals zur Saalach ein Unterbecken neben dem bisherigen Gebäudebestand errichtet. Dieses naturnah gestaltete Becken fasst 40.000 m³ und steht mit dem Grundwasser im Talgrund der Saalach in Verbindung. Ebenso wird im Kraftwerksbetrieb das abgearbeitete Triebwasser in diesem Becken gespeichert.

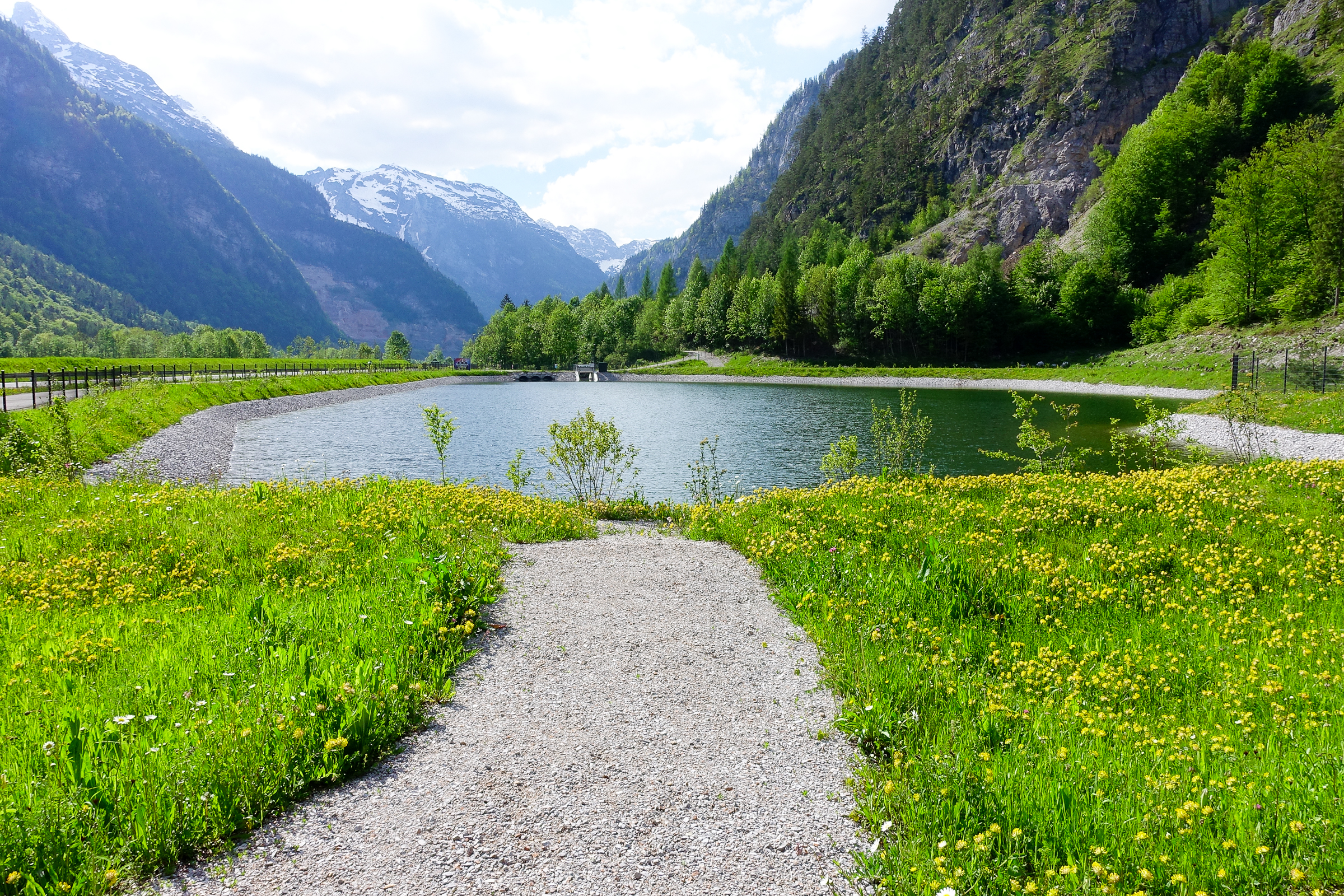
Das neue Unterbecken neben dem Krafthaus, Mai 2019

Neben der Turbinenhalle wurde die neue Pumpenhalle errichtet. In dieser wurde eine sogenannte Matrixpumpe installiert, die in Schwachlastzeiten das Wasser aus dem Unterbecken durch die vorhandene Druckrohrleitung wieder in das Oberbecken Dießbachsee pumpt, damit dieses in Spitzenlastzeiten erneut von den bestehenden Pelton-Turbinen abgearbeitet werden kann. Die Matrixpumpe besteht aus 24 einzelnen Radialpumpen von je 1.259 kW Nennleistung, welche in vier Kaskaden bzw. Strängen zu je sechs Pumpen angeordnet sind. Jeder Strang verfügt über einen Windkessel zur Dämpfung von Druckstößen. Durch diese kleinteilige Aufteilung kann die Leistungsaufnahme der Anlage im Pumpbetrieb in sehr kleinen Schritten durch Zu- und Wegschalten einzelner Aggregate an die Netzsituation angepasst werden, andererseits wird  jede Pumpe für sich im Volllastbetrieb mit optimalem Wirkungsgrad betrieben. Zusätzlich sind Frequenzumrichter installiert, die eine Drehzahlsteuerung der Maschinen von 1.500 bis 3.060/min gestatten. Bei Volllast aller Pumpen beträgt die gesamte Leistungsaufnahme 32 MW und die Fördermenge 3,3 m³/s. Die Anlage wurde im Oktober 2018 in Betrieb genommen. Die Investitionskosten betrugen rund 30 Millionen Euro.